# Distrito electoral de Kabe
Kabe es un distrito electoral de la Región de Caprivi de Namibia. Su población es de 14.979 habitantes.
- Datos: Q1143149